# Bedő Imre (keramikus)
Bedő Imre (Pécs, 1901. szeptember 2. – Deggendorf, 1980) magyar keramikus, a 20. század kerámiaművészetének nemzetközileg is elismert mestere. Leginkább art deco női kerámiaszobrairól ismert Magyarországon.

## Élete és munkássága
Apja Bedő Ferenc (1873–1909) kávéház tulajdonos, a pécsi Nádor szálló igazgatója, anyja a Grazból származó Fels Emília (1877–?) volt.
Pécsett szobrászsegédként kezdte pályafutását. Művészete egybeforr a Zsolnay-gyár történetével, ugyanis szakmai tapasztalatát itt gyűjtötte. Ekkor sajátította el az eozin és más fémes mázak használatát. Kortársaihoz hasonlóan hírnévre vágyott, így Budapesten nyitott alkotóműhelyt. Hazánkban ebből a korai korszakból mély nyomott, bélyegzős jelzésű kerámiák maradtak fenn.
A Zsolnay gyárban szerzett tapasztalatát később exkluzív és egyedi művészkerámiákon kamatoztatta. Alkotásai között magyarságtudatát Németországban is megőrizve[forrás?] főként magyaros díszes használati tárgyakat készített. Passauban nyitott műtermet, ahonnan később alkotásai bejárták a nagyvilágot.
Egy rövid időszak erejéig, amíg fennállt az Erlauban található Bayernwald Keramik (1945–1949) szobrászművészként kérték fel, hogy szaktudásával emelje a gyár alkotásainak színvonalát. Olyan nagy tervezőkkel dolgozott itt együtt, mint például Hanni Hecht.
Munkásságán erősen érződik a pécsi vonal. Nagy hatással bírt rá Klein Ármin, aki a Zsolnay-gyár tervezőművésze volt. Eozinmázas óriás vázái „Az aranykezű keramikus” és „Az aranyba zárt művészet” időszaki kiállításokon tekinthetők meg.